# Maanorchidee
De maanorchidee (Phalaenopsis amabilis) is een orchidee met een korte stengel met meestal twee tot vier bladeren en dikke, groenachtig-witte luchtwortels. De bladeren zijn langwerpig, 20–30 cm lang, 4–12 cm breed, stomp, vlezig, meestal omlaag gekromd en aan de onderkant roodachtig. 
De bloemen groeien met zes tot vijftien stuks in 30–100 cm lange, hangende pluimen. De afzonderlijke bloemen zijn 8–12 cm breed met drie smalle, elliptische bloemdekbladen en twee brede, zijwaarts staande, kortgesteelde, afgeronde bloemdekbladen. Het zesde bloemdekblad is ontwikkeld tot een gesteelde lip met twee grote, gebogen zijlobben aan de basis. Tussen de zijlobben is het zesde bloemdekblad geel met rode stipjes en er bevindt zich een dubbele knobbel in het midden. Aan het uiteinde van dit bloemdekblad bevinden zich twee draadvormige aanhangsels. De vruchten  zijn tot 6 cm lang, staafvormig en bevatten talrijke kleine zaden.
De maanorchidee komt van nature voor op het schiereiland Malakka en in Indonesië. Het is een van de drie nationale bloemen van Indonesië.
De maanorchidee wordt veel gekweekt door orchideeënliefhebbers en wordt ook veel in de handel aangeboden.

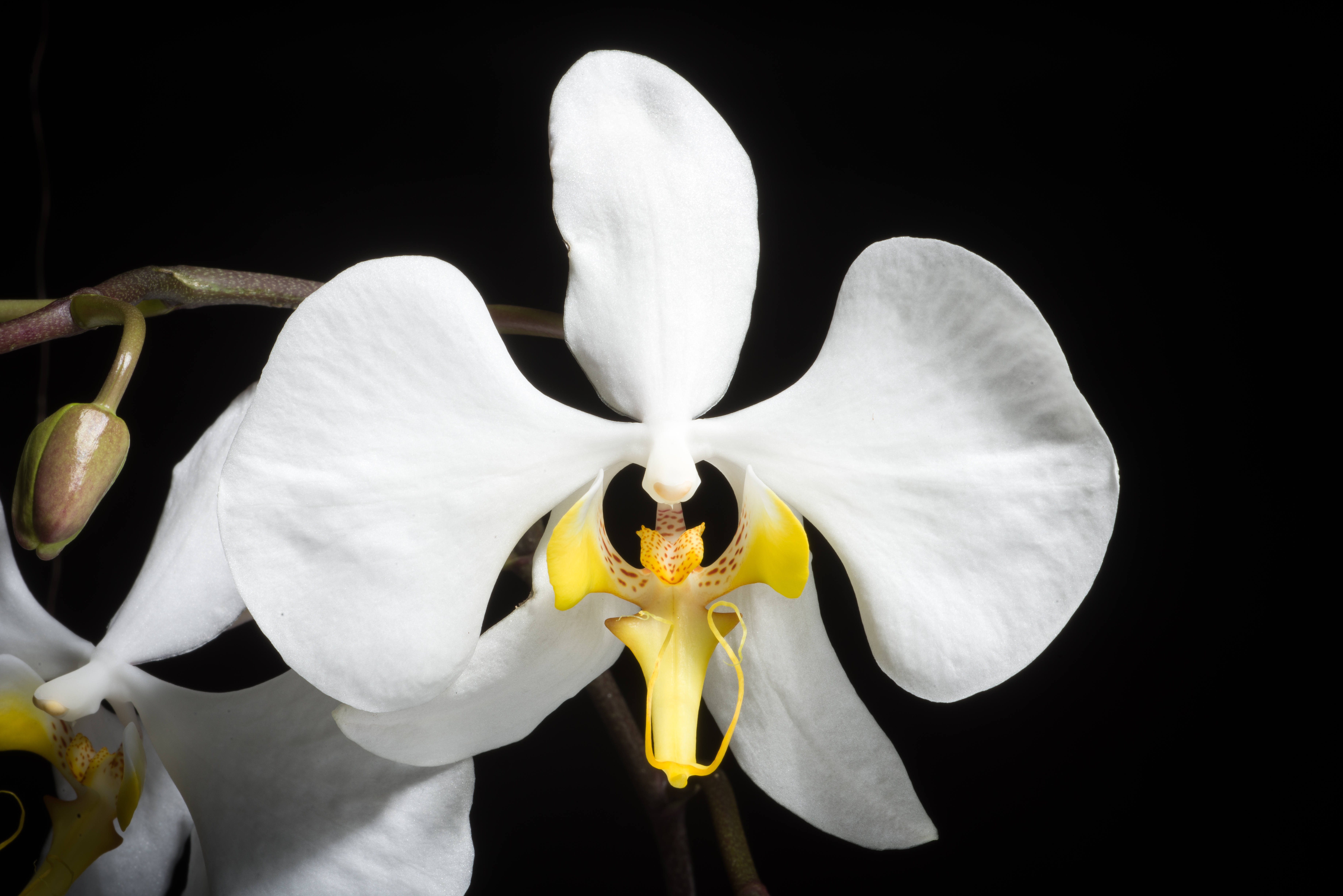